# 福岡市立能古小学校
福岡市立能古小学校（ふくおかしりつ のこしょうがっこう）は、福岡県福岡市西区能古にある公立小学校。

## 沿革
- 1876年 - 早良郡姪浜小学校残島分校創設
- 1887年 - 早良郡残ノ島尋常小学校として独立
- 1941年 - 早良郡能古国民学校と改称
- 1941年10月 - 福岡市立能古国民学校と改称
- 1947年 - 福岡市立能古小学校と改称

## 態様
能古島の南東部、渡船場から約600m内陸に入った場所に位置し、能古島（西区能古）全域を校区とする。能古中学校と隣接している。両校は福岡市立能古島小中学校として小中一貫教育を実施しており、学校行事などを連携して実施している。
福岡市が実施する小規模校特別転入学制度の対象となっており、福岡市営渡船を利用し福岡市内の本土側から通学する児童もいる。

## 校歌
- 作詞・作曲：高田茂廣